# كوهلة الأولى (سلطان أباد)
كوهلة الأولى (بالفارسية: کهله یک) هي منطقة سكنية تقع في إيران في قسم سلطان أباد الريفي. يقدر عدد سكانها بـ 466 نسمة بحسب إحصاء 2016.